# Dorfkirche Reicherskreuz

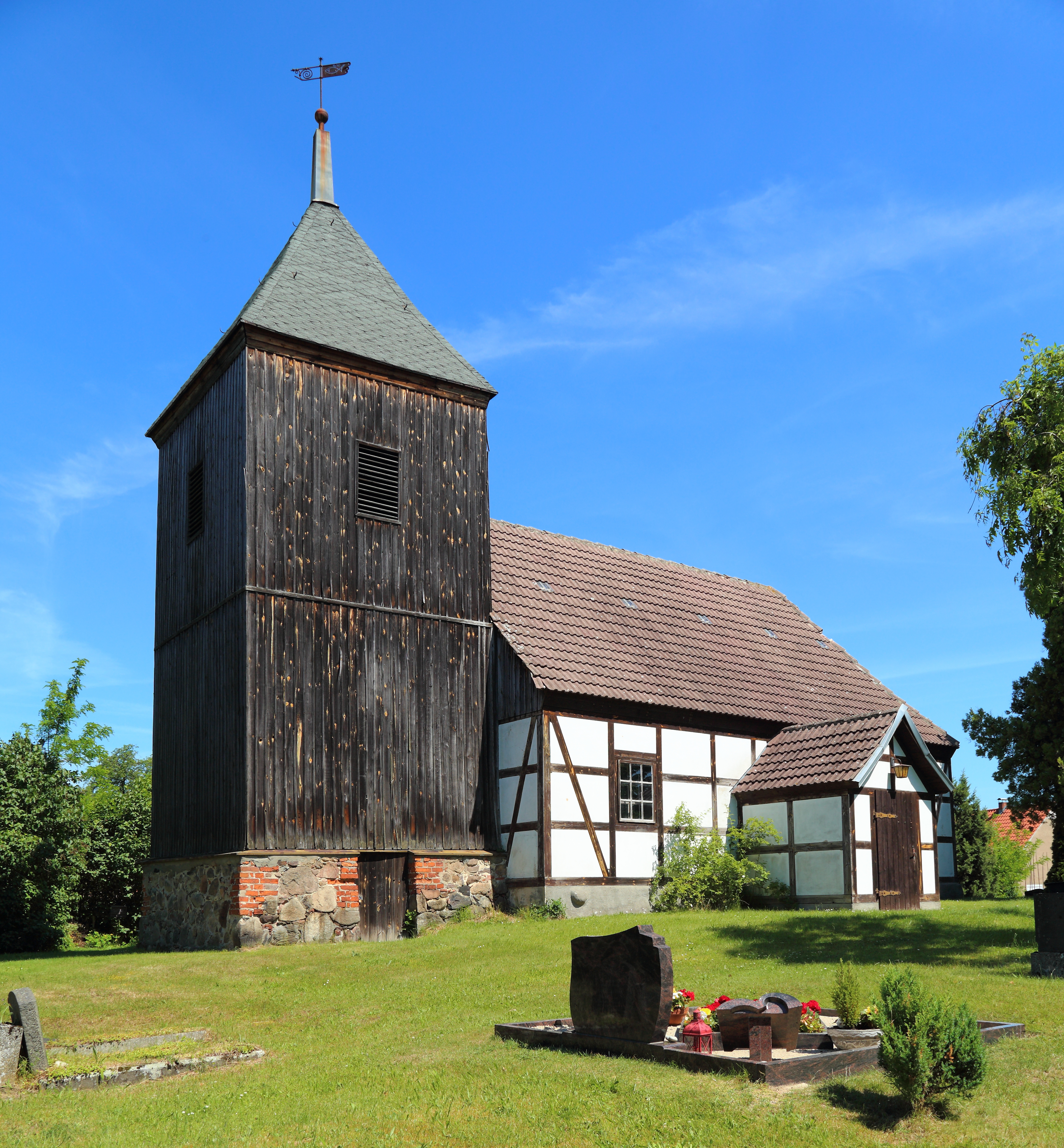
Dorfkirche Reicherskreuz (2014)

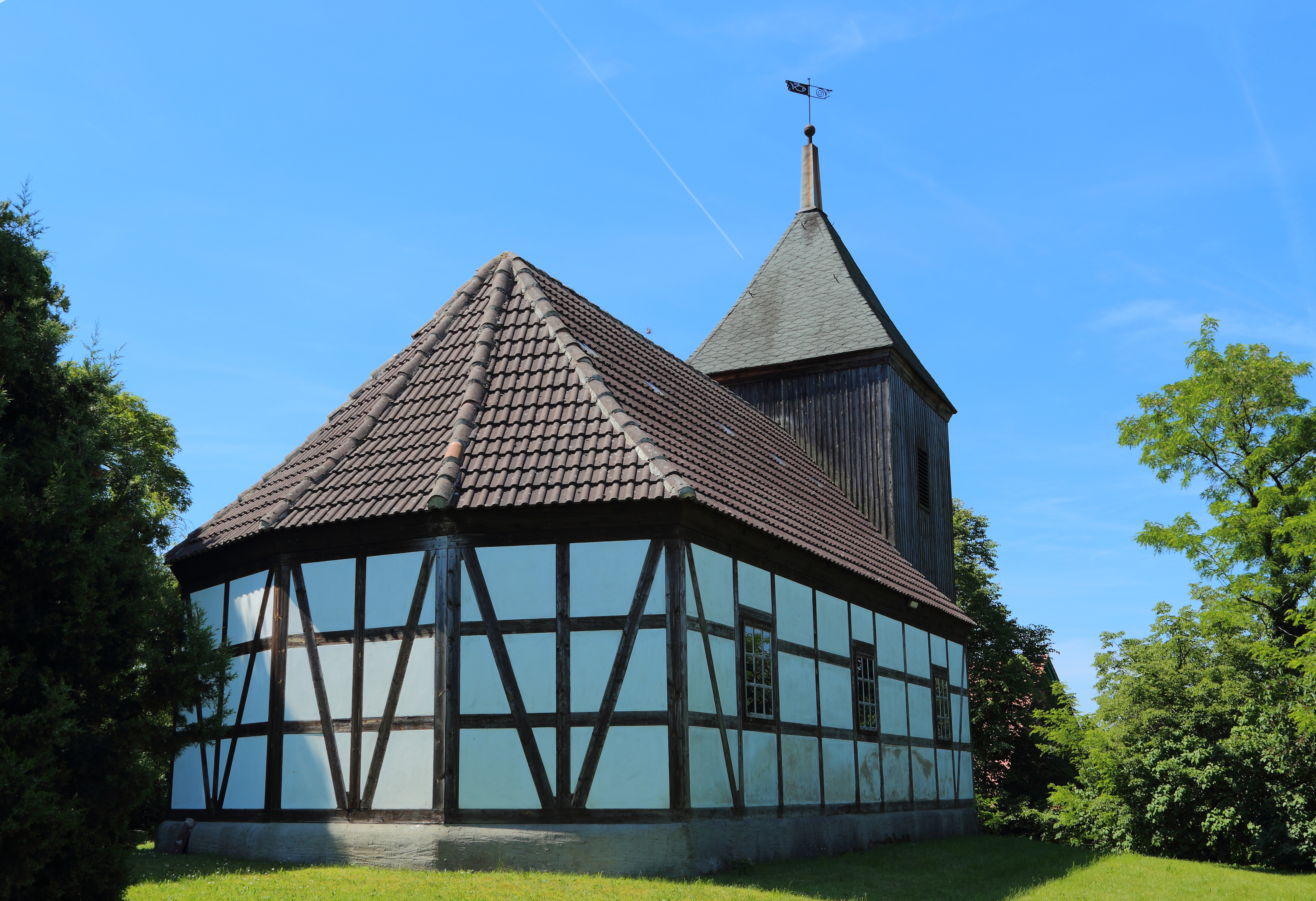
Ostschluss (2014)

Die Dorfkirche Reicherskreuz ist das Kirchengebäude des zur Gemeinde Schenkendöbern gehörenden Ortsteils Reicherskreuz im Landkreis Spree-Neiße in Brandenburg. Es gehört der Kirchengemeinde Lieberose und Land im Kirchenkreis Oderland-Spree, der Teil der Evangelischen Kirche Berlin-Brandenburg-schlesische Oberlausitz ist. Die Dorfkirche Reicherskreuz steht unter Denkmalschutz.

## Architektur und Geschichte
Eine erste Kirche in Reicherskreuz wurde im Jahr 1718 als Filialkirche von Groß Muckrow erwähnt. Der Vorgängerbau der heutigen Kirche wurde in der Mitte des 18. Jahrhunderts als Fachwerkbau errichtet und hat einen flachen dreiseitigen Ostschluss sowie eine südliche Eingangshalle. Als Westturm schließt sich ein verbretterter Turm mit Pyramidendach an. Während der 1940er Jahre war die Kirche in Reicherskreuz aufgrund der Pläne zur Errichtung des SS-Truppenübungsplatzes Kurmark vom Abriss bedroht, aufgrund des Kriegsendes kam es jedoch nicht mehr dazu.
Nachdem die Kirche zu DDR-Zeiten dem Verfall preisgegeben wurde, erfolgte zwischen 1984 und 1986 der Abriss des Kirchenschiffs bis auf das Fundament. Der Neubau wurde als massiver Ziegelbau errichtet, der danach mit Fachwerk verblendet wurde. Die Ausstattung der Kirche mit Altaraufsatz, Kanzel und Taufbecken stammt aus dem 19. Jahrhundert. Der Altaraufsatz wurde unter Verwendung von Resten eines alten gotischen Schnitzaltares aus dem 15. Jahrhundert hergestellt. Die gusseiserne Glocke der Kirche wurde 1722 von der Glockengießerei des Christian See aus Berlin gegossen.